# Willem Jacob Herreyns
Willem Jacob Herreyns noto anche come Guillaume Jacques Herreyns, Willem Jacob Herreijns, Willem Jacob Herrijns, Willem Jacob Herryns e Guillaume Jacques Herreijns (Anversa, 10 giugno 1743 – Anversa, 10 agosto 1827) è stato un pittore fiammingo che predilesse il ritratto e la pittura storica.
È considerato uno degli ultimi pittori della tradizione fiamminga del barocco e l'ultimo seguace di Peter Paul Rubens. 

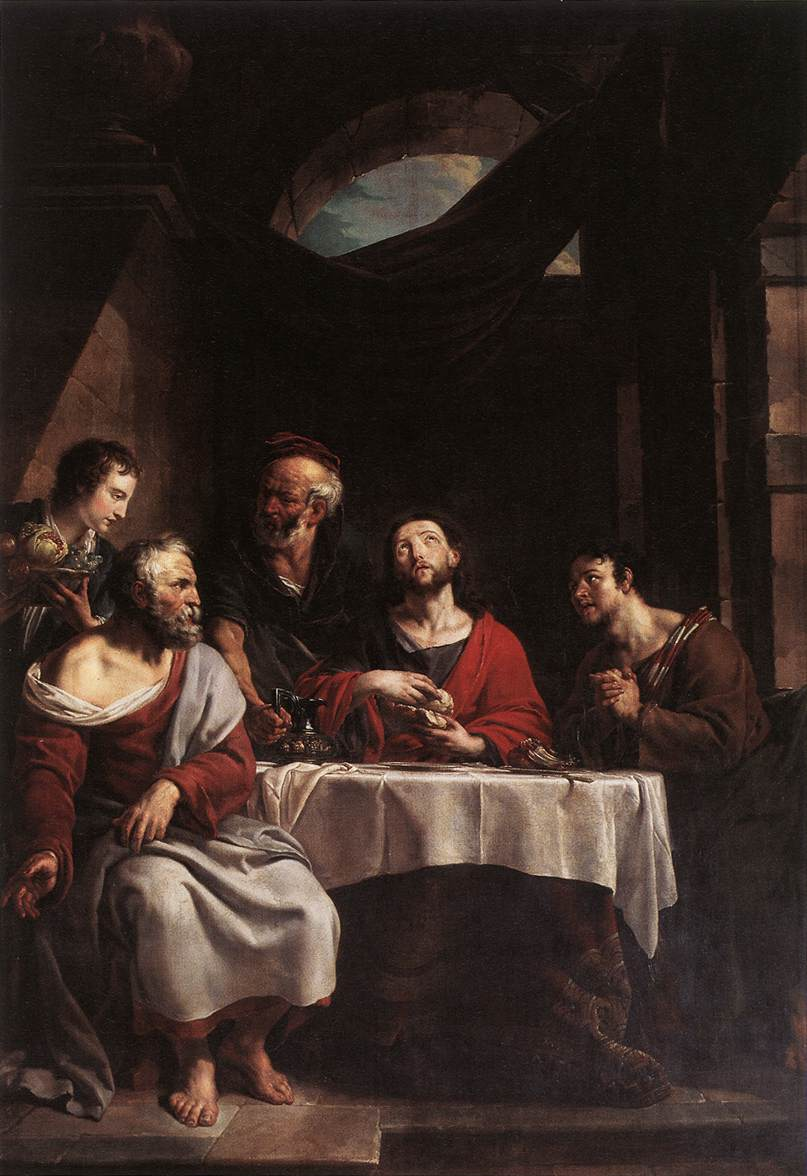
Cena ad Emmaus

## Biografia
Willem era un rampollo di una famiglia di artisti. Suo padre Jacob III Herreyns era un pittore e decoratore. Suo zio William era uno scultore. Ottenne la sua formazione iniziale da questi parenti. Successivamente studiò all'Accademia di Anversa dove il famoso pittore di storia e ritrattista Balthasar Beschey fu uno dei suoi insegnanti. Il giovane pittore vinse, nel 1764, il primo premio per la pittura all'Accademia e completò i suoi studi nello stesso anno. Un anno dopo divenne uno dei sei direttori-insegnanti dell'Accademia in sostituzione di Andries Cornelis Lens che era stato anche lui allievo di Balthasar Beschey. Nel 1767 Herreyn lasciò l'Accademia per intraprendere un viaggio.

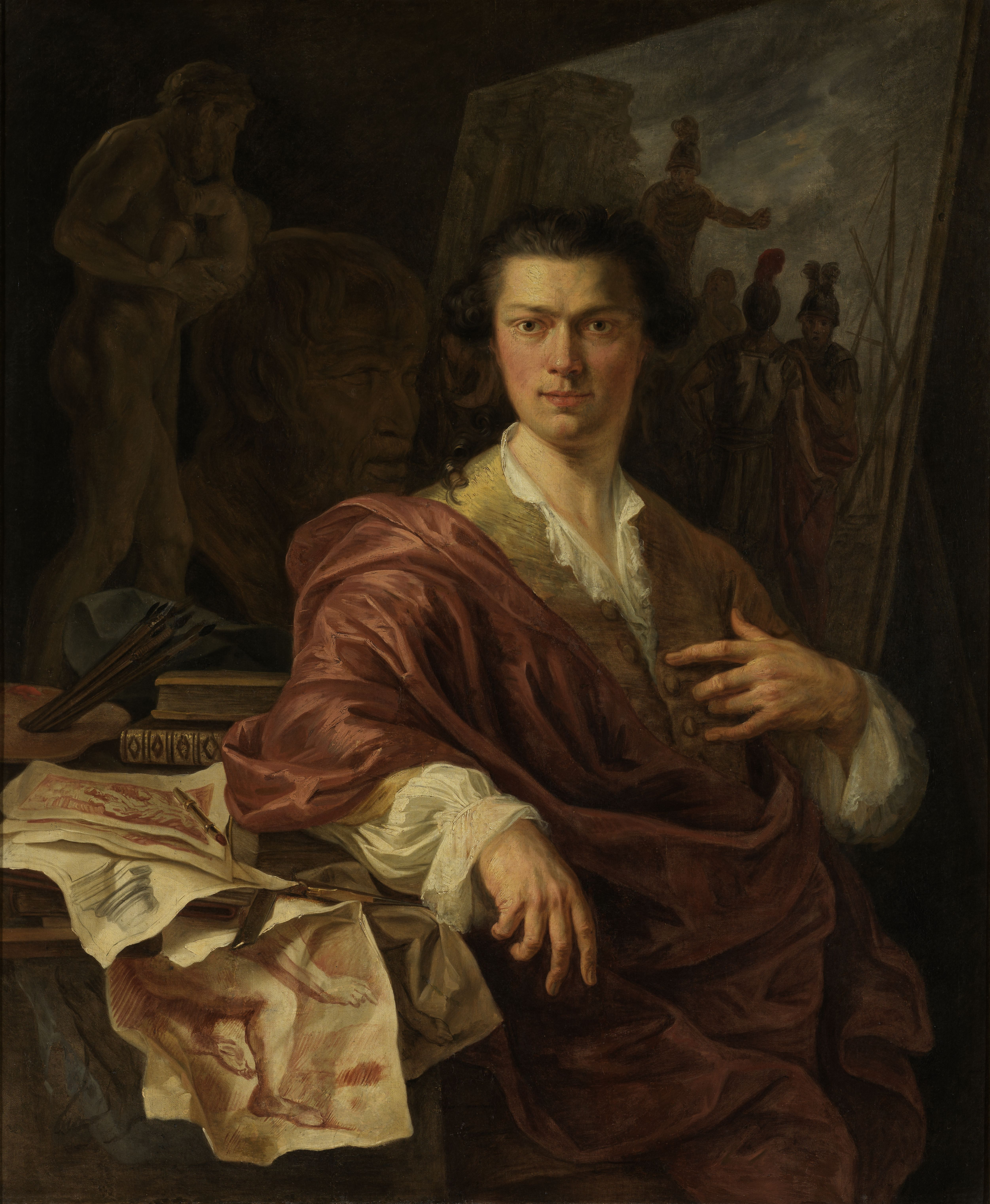
Ritratto del pittore Andries Cornelis Lens.

Dopo il suo ritorno in Belgio, in 1771, andò a vivere a Mechelen dove si sposò e venne nominato direttore della scuola di disegno locale. Questa scuola fu ribattezzata "Academie van beeldende kunsten" (Accademia delle arti visive) nel 1772 e fu posta sotto la protezione del principe Carlo Alessandro di Lorena, l'allora governatore e di fatto sovrano dei Paesi Bassi austriaci. Insegnò alcune materie artistiche a Mechelen e lavorò a molte commissioni. Gli fu offerta una posizione all'Accademia di Bruxelles, nonostante l'interessante stipendio offerto a Mechelen.
Dopo aver invaso i Paesi Bassi austriaci nel 1792, i francesi abolirono il sistema scolastico esistente e, di conseguenza, Herreyns perse la sua posizione accademica. In seguito alla creazione di scuole centrali da parte dei francesi, Herreyns tornò ad Anversa nel 1795 per diventare insegnante di disegno presso la scuola centrale del dipartimento di Deux-Nèthes.  Nel 1797 salvò 328 dipinti dalle chiese e dai monasteri dei quali era stata ordinata la chiusura dagli occupanti francesi. Molti di questi dipinti vennero poi rubati. Riuscì a far ritrovare i dipinti di Rubens "La Madonna con il pappagallo" e "La Madonna circondata dai santi".
Nel 1800 fu nominato direttore-insegnante dell'ex Accademia di Anversa, che era stata ribattezzata "L'École spéciale de peinture, sculpture et architecture d'Anvers" (Scuola speciale di pittura, scultura e architettura di Anversa). Quando la scuola fu ribattezzata accademia nel 1804, Herreyns mantenne la sua posizione che avrebbe tenuto fino alla sua morte.
Nel 1810 ottenne, da Napoleone Bonaparte, di creare un museo nell'ex monastero francescano di Anversa. Nel 1815, 38 dei 63 dipinti rimossi dai francesi vennero aggiunti a questa collezione.

## Opere

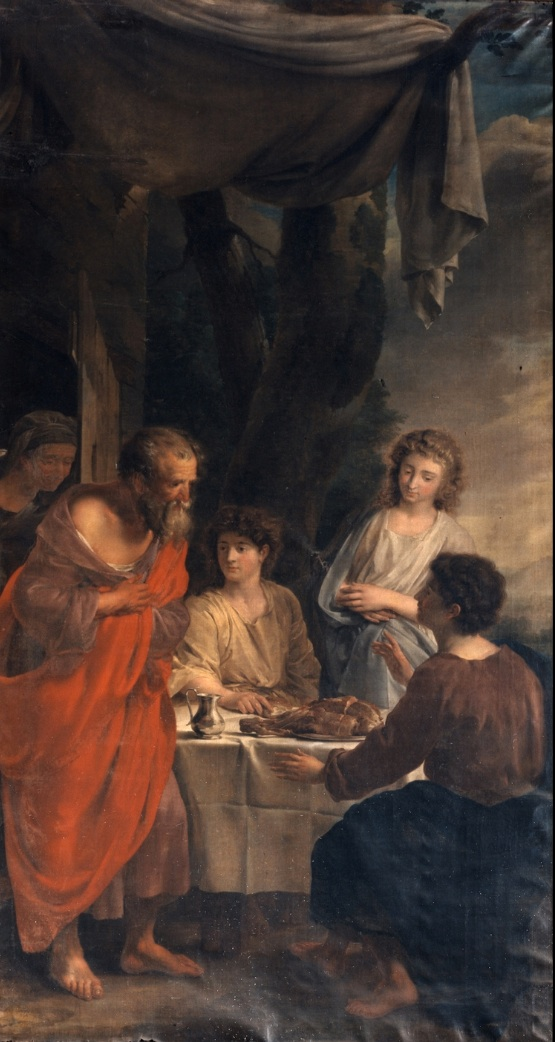
Abramo riceve la visita dei tre Angeli

Le opere di Herreyns erano molto apprezzate ai suoi tempi. Durante una visita ad Anversa nel 1780, il re svedese Gustavo III ammirò una delle sue opere intitolata "La purificazione della Vergine", allora nell'Abbazia di Saint-Michael. Il re decise immediatamente di nominare Herreyns come pittore di corte, anche se in realtà non andò mai in Svezia. L'imperatore austriaco Giuseppe II lodò il suo lavoro durante la sua visita a Malines ed Herreyns dipinse due ritratti dell'imperatore.
Le sue composizioni religiose erano nella tradizione di Rubens, che aveva studiato inizialmente sotto il suo maestro Balthasar Beschey, che dipingeva nello stile barocco fiammingo del XVII secolo. Herreyn ricevette molte commissioni da istituzioni religiose della provincia di Anversa per le quali dipinse grandi opere a tema religioso. Nel 1775 i gesuiti di Mechelen lo incaricarono di progettare una serie di carri allegorici in occasione delle celebrazioni per il millesimo anniversario del santo patrono della città Rumbold di Mechelen. Egli disegnò i carri insieme allo scultore locale Pieter Valckx e progettò anche gli archi trionfali.  I disegni vennero ispirati a quelli di Rubens per la Gioiosa Entrata del 1635 del Cardinale-Infante Ferdinando ad Anversa.
Dopo il suo ritorno ad Anversa, nel 1797, dipinse principalmente ritratti per i quali era molto stimato.
La sua influenza educativa ora eclissa la sua reputazione di pittore. Herreyns è considerato l'ultimo seguace della tradizione barocca fiamminga fondata da Peter Paul Rubens. Era un buon colorista (tendente al buio e al rosso) e un disegnatore con una linea precisa, ma il suo lavoro mostra una certa freddezza e manca di originalità.
Tra le sue opere maggiori si ricordano Ritratto del pittore Andries Cornelis Lens (dopo 1770), Godfrey, abate di Tongerlo (1793) e Giovanni Battista nel deserto (1813). Sue opere sono esposte nella chiesa dei santi Giovanni Battista ed Evangelista a Mechelen e nel Museo reale di belle arti di Anversa.